# ITV Studios Netherlands
ITV Studios Netherlands BV (voorheen Talpa Producties) is een productiebedrijf binnen ITV Nederland, dat eigendom is van ITV plc.
ITV Studios Netherlands houdt zich bezig met de productie van televisieprogramma's. Sinds 2009 is het toenmalige Talpa Producties enkele joint ventures aangegaan met buitenlandse productiemaatschappijen om hun televisieprogramma's ook in het buitenland te kunnen uitzenden door er lokale versies van te produceren. Voorbeelden daarvan zijn The Voice, Dating in the Dark en The Winner is... In 2015 werd Talpa Producties als onderdeel van Talpa Media, verkocht aan ITV Studios Netherlands BV.

## Producties
- Entertainment Live (Talpa), 2006
- De Gouden Kooi (Talpa/Tien/RTL 5), 2006-2008
- Het Land van Maas en Geel (Tien), 2006
- Just the Two of Us (Tien), 2007
- M/V (Tien), 2007
- Ik hou van Holland (RTL 4), 2008-2016 / (SBS6) 2019-heden
- Mijn man kan niet dansen (RTL 4), 2008
- De Gemene Deler (RTL 4), 2008 / (SBS6), 2012
- Eten en daten (RTL 4), 2008
- Can't Buy Me Love (RTL 5), 2008
- Wat Schat Je? (RTL 4), 2008 / (SBS6), 2012
- De Frogers: Effe geen cent te makken (RTL 4), 2008
- Echte Gooische meisjes in de bijstand (RTL 5), 2008
- Lekker slim (RTL 5), 2009 en 2016
- Daten in het donker (RTL 5), 2009 / (Net5), 2012
- Ik kom bij je eten (RTL 4), 2009-2012
- Geven en nemen (AVRO), 2009
- Laat me niet lachen (AVRO), 2009
- Geld speelt geen rol (KRO), 2009
- Wat vindt Nederland? (RTL 4), 2009-2013 / (SBS6), 2017-heden
- De Frogers: Helemaal Heppie (RTL 4), 2009
- De Nederlander van het jaar (RTL 4), 2009
- Herrie met sterren (RTL 4), 2009
- Hoe wordt 2010?! (RTL 4), 2010
- Sing It (RTL 4), 2010
- Bonje met de buren (RTL 4), 2010-2012 / (SBS6), 2014-heden
- Koffietijd (RTL 4), 2010-2020
- Stylist van de sterren (Net5), 2010
- Lotto's onvergetelijke zaterdag (RTL 4), 2010
- Echt Waar?! (RTL 4), 2010-2015
- Eigen Huis & Tuin (RTL 4), 2010-heden (per 2010 overgenomen van IDTV)
- Ten Ways To Turn You On (BNN), 2010
- Buurt op stelten (RTL 4), 2010
- The voice of Holland (RTL 4), 2010-heden
- Lotto's onvergetelijke zondag (RTL 4), 2010
- Beat De Mol (Veronica), 2010
- NeonLetters (AVRO), 2010-2012
- The Voice of Holland Real Life (RTL 4), 2010-2012
- De Postcode Nieuwjaarsshow (RTL 4), 2011-2013
- Ik ben Saunders (RTL 4), 2011
- Holland's Next Millionaire (RTL 4), 2011
- The Pain Game (RTL 5/Veronica), 2011/2012
- De Jongens tegen de Meisjes (RTL 4), 2011-2018
- Lang leve de tv! (TROS), 2011
- RTL Woonmagazine (RTL 4), 2011 (per 2012 overgenomen door RTL Productions)
- Het Beste Idee van Nederland (SBS6), 2011 (per 2011 overgenomen van IDTV, per 2014 overgenomen door Tin Can)
- Moet je me niet wat vragen? (SBS6), 2011
- Krabbé Staat op Straat (RTL 4), 2011
- Wat zou jij doen met die poen? (SBS6), 2011
- Let's Get Married! (RTL 4), 2011
- Sunday Night Fever (RTL 4), 2011-2012
- The Winner is... (SBS6), 2012
- The Voice Kids (RTL 4), 2012-heden
- Nick tegen Simon (TROS), 2012
- Nationaal Songfestival 2012 (TROS), 2012
- The Face (RTL 5), 2012
- Zorgeloos verliefd (SBS6),  2012
- De vrienden van Amstel zingen kroonjuwelen (SBS6), 2012
- Hart nodig (BNN), 2012-2013
- Beat the Best (RTL 4), 2012
- De Lijfshow (SBS6), 2012-2015
- Alles kids (SBS6), 2012
- Alles is Liefde (SBS6), 2012
- De Grote Vakantie Show (SBS6), 2013
- Speld in de hooiberg (SBS6), 2013
- The Next Pop Talent (SBS6), 2013
- Showbizzquiz (SBS6), 2013
- Weet ik veel (RTL 4), 2013-heden
- De Grote Improvisatieshow (RTL 4/RTL 5), 2013-2016
- Bloed, zweet & tranen (SBS6), 2013-2015
- Sabotage (Net5), 2013
- Linda's Zomerweek (RTL 4), 2013-2018 / (SBS6), vanaf 2020
- The Biggest Loser Holland (SBS6), 2013
- Waar is De Mol? (SBS6), 2013 (per 2013 overgenomen van De Beeldbrigade)
- De leukste families van Nederland (SBS6), 2013
- Geer & Goor: Effe geen cent te makken (RTL 4), 2013
- SynDROOM (RTL 4), 2013-2015
- Pas Oplichters! (SBS6), 2013
- Beter dan het origineel!? (SBS6), 2013
- Utopia (SBS6), 2014-2019
- Postcode Loterij Beat the Crowd (RTL 4), 2014
- Hoeveel ben je waard? (SBS6), 2014-2016
- BankGiro Loterij Kluizenspel (SBS6), 2014
- ZaterdagavondJURK (RTL 4), 2014
- Wie goed doet (SBS6), 2014-2015
- Alles mag op ... (RTL 4), 2014-2017
- Johnny in Oranje (RTL 4), 2014
- Geld maakt gelukkig (SBS6), 2014-2015
- Patty's Big Fat Ibiza Wedding (SBS6), 2014
- Geer & Goor: waarheen, waarvoor? (RTL 4), 2014
- Beat It (SBS6), 2014
- Hollands Beste Bloemstylist (SBS6), 2014-2015
- Het Geheim van een Goed Huwelijk (Net5), 2014
- Zoete Wraak (SBS6), 2014
- Meeuwis & De Mol Maken Vrienden (RTL 4), 2014
- Is this love? (SBS6), 2014
- Leer mij vrouwen kennen (SBS6), 2014
- Chantal blijft slapen (RTL 4), 2014-2017
- The winner takes it all (SBS6), 2014
- Door het oog van de naald (RTL 4), 2015
- The Big Picture (RTL 4), 2015-2016
- Wie heeft de leukste? (SBS6), 2015
- Popster! (SBS6), 2015
- We are Family (SBS6), 2015
- Lekker Nederlands (SBS6), 2015-2016
- Superkids (RTL 4), 2015-2016 / (SBS6), 2019-heden
- De Wensboom (RTL 4), 2015-heden
- Mijn laatste keer (SBS6), 2015-2016
- Dance Dance Dance (RTL 4), 2015-2018 / (SBS6), 2019-heden
- De Leukste Websnacks (SBS6), 2015
- Van je vrienden moet je het hebben (RTL 5), 2015
- Krijg de kleren (RTL 5), 2015
- Wie is de Sjaak? (RTL 5), 2015
- Waarom wachten...? (SBS6), 2015
- Battle on the Dancefloor (RTL 5), 2016
- It Takes 2 (RTL 4), 2016-2018 / (SBS6), 2019-heden
- Comedy Central Roast (Nederland) (Comedy Central), 2016-heden
- Back 2 School (RTL 4), 2016
- Het is hier geen hotel! (RTL 4), 2016
- SOS: Survival of the Sexes (RTL 4), 2016
- Zullen we een spelletje doen? (SBS6), 2016
- Wat een poppenkast! (SBS6), 2016
- Geer & Goor: Zoeken een hobby! (RTL 4), 2016
- Rad van Fortuin (SBS6), 2016
- The Next Boy/Girl Band (SBS6), 2016
- Family Island (RTL 4), 2016
- The Story of My Life (RTL 4), 2016-2017
- 5 Uur Live (RTL 4), 2016-2020
- Het perfecte plaatje (RTL 4), 2016-heden
- Married at First Sight (RTL 4), 2016-heden
- Helemaal het einde! (RTL 4), 2017-2018
- Janzen & van Dijk (RTL 4), 2017
- Hotel SynDROOM (RTL 4), 2017
- De wereld rond met 80-jarigen (SBS6), 2017-heden
- Geer & Goor stevig gebouwd (RTL 4), 2017
- Gordon gaat trouwen (RTL 4), 2017
- Oh, wat een jaar! (RTL 4), 2017-heden
- De Wereld Volgens 80-Jarigen (SBS6), 2018
- Utopia 2 (SBS6), 2018-heden
- The Voice Senior (RTL 4), 2018-heden
- Wereldreis op wielen (SBS6), 2018-2019
- Saved by the Bell (SBS6), 2019-heden
- DanceSing (SBS6), 2019-heden
- Dat verzin je niet (SBS6), 2019-heden
- Love Island (RTL 5/Videoland), 2019-heden
- Verslaafd (RTL 4), 2019-heden
- Oogappels (NPO 1), 2019-heden
- Prince Charming (Videoland), 2020-heden
- Are You The One (Videoland & MTV), 2020-heden
- Beat the Champions (RTL 4), 2020-heden
- Klein Maar Fijn (SBS6) 2020-heden
- 5 Days of Christmas (SBS6), 2020
- De K van Karlijn (Net5), 2021-heden
- Uit de Bak (NPO 3), 2021
- 30 en nooit meer werken (NPO 3), 2021
- Diepe Gronden (SBS6), 2021-heden
- OnlyFans Uncovered (Videoland), 2021
- The Voice Comeback Stage (Videoland), 2021-heden
- Down the Road (SBS6), 2021-heden
- Van je familie moet je het hebben (SBS6), 2021-heden
- Goed Fout (NPO 3), 2021
- Sex Tape (Discovery+), 2021-heden
- Hoe gaat dat bij jullie thuis (EO), 2022-heden
- Chateau Bijstand (SBS6), 2022[1]
- Serious Christmas (NPO 3), 2023